# Bilbergija
Bilbergija (lat. Billbergia), rod vazdazelenih trajnica iz porodice Bromeliaceae, dio potporodice Bromelioideae. 
Svi  članovi roda Billbergia zimzeleni su epifiti iz porodice ananasa (Bromeliaceae), koji sadrži više od 60 južnoameričkih vrsta. Nekoliko vrsta uzgaja se u zatvorenom prostoru kao ukrasne biljke zbog njihovog šarenog lišća, cvjetova ili brakteja. Čvrsto, bodljikavo lišće često u obliku trake raste u rozeti, ponekad do 90 cm (35 inča) u promjeru, izravno iz korijena. Cvjetovi su na klasu ili metlici (labavi grozd) koji rastu iz središta rozete.

## Vrste
1. Billbergia acreana H.Luther
2. Billbergia alfonsi-joannis Reitz
3. Billbergia amandae W.Weber
4. Billbergia ambigua (L.B.Sm. & Read) Betancur & N.R.Salinas
5. Billbergia amoena (Lodd.) Lindl.
6. Billbergia brachysiphon L.B.Sm.
7. Billbergia bradeana L.B.Sm.
8. Billbergia brasiliensis L.B.Sm.
9. Billbergia buchholtzii Mez
10. Billbergia cardenasii L.B.Sm.
11. Billbergia castelensis E.Pereira
12. Billbergia chlorantha L.B.Sm.
13. Billbergia chlorosticta hort.Saunders
14. Billbergia cylindrostachya Mez
15. Billbergia dasilvae Leme
16. Billbergia debilis E.Pereira
17. Billbergia decora Poepp. & Endl.
18. Billbergia distachya (Vell.) Mez
19. Billbergia domingosmartinsis E.Gross
20. Billbergia elegans Mart. ex Schult.f.
21. Billbergia eloiseae Read & L.B.Sm.
22. Billbergia euphemiae É.Morren
23. Billbergia formosa Ule
24. Billbergia fosteriana L.B.Sm.
25. Billbergia horrida Regel
26. Billbergia incarnata (Ruiz & Pav.) Schult.f.
27. Billbergia iridifolia (Nees & Mart.) Lindl.
28. Billbergia issingiana T.Krömer & E.Gross
29. Billbergia jandebrabanderi R.Vásquez & Ibisch
30. Billbergia kautskyana E.Pereira
31. Billbergia kuhlmannii L.B.Sm.
32. Billbergia laxiflora L.B.Sm.
33. Billbergia leptopoda L.B.Sm.
34. Billbergia lietzei É.Morren
35. Billbergia lymanii E.Pereira & Leme
36. Billbergia macracantha E.Pereira
37. Billbergia macrocalyx Hook.
38. Billbergia macrolepis L.B.Sm.
39. Billbergia magnifica Mez
40. Billbergia manarae Steyerm.
41. Billbergia matogrossensis Leme
42. Billbergia meyeri Mez
43. Billbergia microlepis L.B.Sm.
44. Billbergia minarum L.B.Sm.
45. Billbergia morelii Brongn.
46. Billbergia nana E.Pereira
47. Billbergia nutans H.Wendl. ex Regel
48. Billbergia oxysepala Mez
49. Billbergia pallidiflora Liebm.
50. Billbergia pohliana Mez
51. Billbergia pyramidalis (Sims) Lindl.
52. Billbergia reichardtii Wawra
53. Billbergia robert-readii E.Gross & Rauh
54. Billbergia rosea Beer
55. Billbergia rubicunda Mez
56. Billbergia rupestris L.B.Sm.
57. Billbergia sanderiana É.Morren
58. Billbergia seidelii L.B.Sm. & Reitz
59. Billbergia stenopetala Harms
60. Billbergia tessmannii Harms
61. Billbergia tweedieana Baker
62. Billbergia velascana Cárdenas
63. Billbergia violacea Beer
64. Billbergia viridiflora H.Wendl.
65. Billbergia vittata Brongn. ex Morel
66. Billbergia zebrina (Herb.) Lindl.
67. Billbergia ×claudioi Leme